# Manichéisme (attitude)
Pour les articles homonymes, voir Manichéisme.
Cet article concerne l'attitude simplificatrice consistant à tout ramener à un combat du bien et du mal. Pour la religion de même nom, voir Manichéisme (religion).
 (août 2025).
Si vous disposez d'ouvrages ou d'articles de référence ou si vous connaissez des sites web de qualité traitant du thème abordé ici, merci de compléter l'article en donnant les références utiles à sa vérifiabilité et en les liant à la section « Notes et références ».
Le manichéisme est, dans son acception contemporaine, au sens figuré et littéraire, une attitude consistant à simplifier les rapports du monde, ramenés à une simple opposition du bien et du mal. Le sens original du terme renvoie quant à lui à la religion antique du manichéisme, religion du prophète Manès.
Pour le prêtre et sociologue Jacques Grand’Maison, « l'esprit manichéen transforme toute distinction en opposition et ramène systématiquement la complexité du réel à deux termes qui s'excluent », en recourant à des stéréotypes. « Il a envahi la religion et la culture, la morale et la politique, les idéologies et les sciences », démentant les qualités de pluralisme et de tolérance revendiquées par les sociétés modernes.

## Manichéismes religieux
L'opposition fondatrice de la morale occidentale se ramène au conflit opposant Satan à Dieu. Être « méchant » du point de vue de Dieu peut être considéré comme s'opposer à Lui, sans Le servir, ou en rejetant Son autorité universelle (légitime - autorité établie), par exemple, lors de la promulgation des dix premiers commandements.
Il s'agit donc d'un stéréotype de définition du monde lié à une pensée religieuse, non rationaliste.
Toutefois, le livre de Job montre Satan et Dieu ayant des relations normalisées, Dieu jouant un rôle de juge et Satan celui de procureur.

## Manichéismes géopolitiques
Jusqu'à la politique d'ouverture et de Perestroïka menée par Gorbatchev, l'URSS fut présentée par les États-Unis comme le mal absolu. Les États-Unis furent pour leur part nommés par l'ayatollah Khomeini Le Grand Satan. Par la suite, George W. Bush présenta l'ensemble des pays présentés comme favorables à Al-Qaïda comme Axe du mal.
Le film Good bye, Lenin! décrit l'antagonisme du même ordre qui existait avant la chute du mur entre les Allemagne de l'Est et de l'Ouest.

## Représentation dans la fiction
Le manichéisme est souvent présent dans les œuvres de fiction, particulièrement dans celles de la culture populaire, opposant les « gentils » aux « méchants ». Ceci peut être dû à la facilité narrative qui est entraînée grâce à l'utilisation de ce concept. En effet, l'opposition des protagonistes contre les antagonistes favorise le manichéisme.[réf. nécessaire]
Dans L'Étrange Cas du docteur Jekyll et de M. Hyde de Robert Louis Stevenson, l’opposition du bien et du mal entre Jekyll et Hyde est très présente. La chanson Docteur Renaud, Mister Renard de Renaud reprend cette idée avec ironie en l'appliquant au cas du chanteur.
On retrouve le même principe dans La Bête humaine de Zola. Dans Candide de Voltaire le personnage Martin nous offre un exemple de cette conception du monde, que l'exercice du conte philosophique permet de modéliser[réf. nécessaire].
Dans Star Wars de George Lucas, deux camps s'affrontent : le « côté Obscur de la Force » et le « côté Clair de la Force ». Tout au long de la saga, l'idée de retrouver la balance de la force est assez présente, l'un ne peut exister sans l'autre et leur coexistence est naturelle. Pourtant, bien que ce balancement soit souvent indiqué comme étant la quête des protagonistes, leur but est surtout de vaincre le mal.
Un archétype des forces du bien et du mal existe chez Conan Doyle sous la forme de l'opposition entre Sherlock Holmes et le docteur Moriarty.
Dans une interview donnée à l'émission Metropolis sur ARTE, l'écrivain Norman Spinrad, auteur de Rêve de fer, indique que selon lui nombre de combats ne sont pas du bien contre le mal, mais entre des versions différentes et incompatibles du bien.